# Erzbistum Reggio Calabria-Bova
Das Erzbistum Reggio Calabria-Bova (lat.: Archidioecesis Rheginensis-Bovensis, ital.: Arcidiocesi di Reggio Calabria-Bova) ist eine in Italien gelegene römisch-katholische Erzdiözese mit Sitz in Reggio Calabria.

## Geschichte
Im 1. Jahrhundert wurde das Bistum Reggio Calabria errichtet. Im 11. Jahrhundert wurde das Bistum Reggio Calabria zum Erzbistum erhoben. Die Bistümer Bisignano, Cassano all’Jonio, Cosenza, Crotone, Locri, Nicastro, Nicotera, Rossano, Squillace, Tauriana, Tropea und Vibona wurden dem Erzbistum Reggio Calabria als Suffraganbistümer unterstellt. Später wurden zudem die Bistümer Martirano, Malvito und Oppido dem Erzbistum Reggio Calabria als Suffraganbistümer unterstellt.
Am 6. März 1980 bestätigte Papst Johannes Paul II. mit dem Apostolischen Schreiben Cum Rheginensis Ecclesia den Apostel Paulus und den Hl. Stephanus von Nicäa als Bistumspatrone des Erzbistums Reggio Calabria. Dem Erzbistum Reggio Calabria wurde am 30. September 1986 durch die Kongregation für die Bischöfe mit dem Dekret Instantibus votis das Bistum Bova angegliedert. Am 30. Januar 2001 wurden die Bistümer Catanzaro-Squillace und Cosenza-Bisignano, welche zuvor dem Erzbistum Reggio Calabria-Bova als Suffraganbistümer unterstellt waren, durch Johannes Paul II. mit der Apostolischen Konstitution Maiori christifidelicem zu Erzbistümern erhoben. Infolgedessen verblieben dem Erzbistum Reggio Calabria-Bova nur die Bistümer Locri-Gerace, Mileto-Nicotera-Tropea und Oppido Mamertina-Palmi als Suffraganbistümer.

## Einzelnachweise

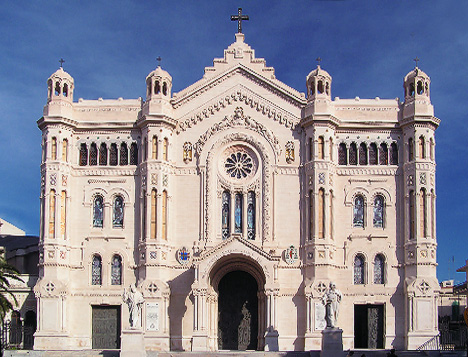
Kathedrale Santa Maria Assunta in Reggio Calabria